# Romeo Monteki

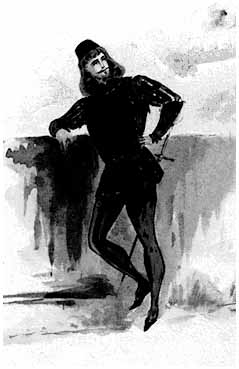
Romeo na akwareli z 1867 roku

Romeo Monteki (ang. Romeo Montague) – postać fikcyjna z tragedii Williama Szekspira pod tytułem Romeo i Julia. W oryginale długość wypowiadanych przez niego kwestii to 612 wersów. 
Romeo jest postacią gotową do poświęceń w imię przyjaźni, o czym świadczy jego zaangażowanie w konflikt Merkucja z Tybaltem. Jednocześnie bywa porywczy – postanawia popełnić samobójstwo kierowany impulsem. Jego postawa może być interpretowana jako lekkomyślna. 
Młody przedstawiciel szlachetnego rodu Montecchich wydaje się niestały w uczuciach, ponieważ łatwo przychodzi mu transformacja ze stanu uwielbienia wobec Rozaliny w miłość do Julii. Należy jednak odnotować, że – jak twierdzi badacz Leo Kirschbaum – dla XVII-wiecznej, angielskiej widowni jasne było, że Romeo jest jedynie zauroczony Rozaliną, zaś dziedziczka rodu Capulettich jest jego prawdziwą miłością.